# Tepahue
Tepahue (Tepave), pleme američkih Indijanaca porodice Juto-Asteci, uže skupine Taracahitian, nastanjeno u povijesno doba na sjevernom dijelu Yaqui-teritorija na Río Cedros, pritoke rijeke Mayo u susjedstvu plemena Conicari i Macoyahui u Sonori, Meksiko. Nestali su već negdje u vrijeme Orozco y Berre (1860.).